# 松山市立湯築小学校

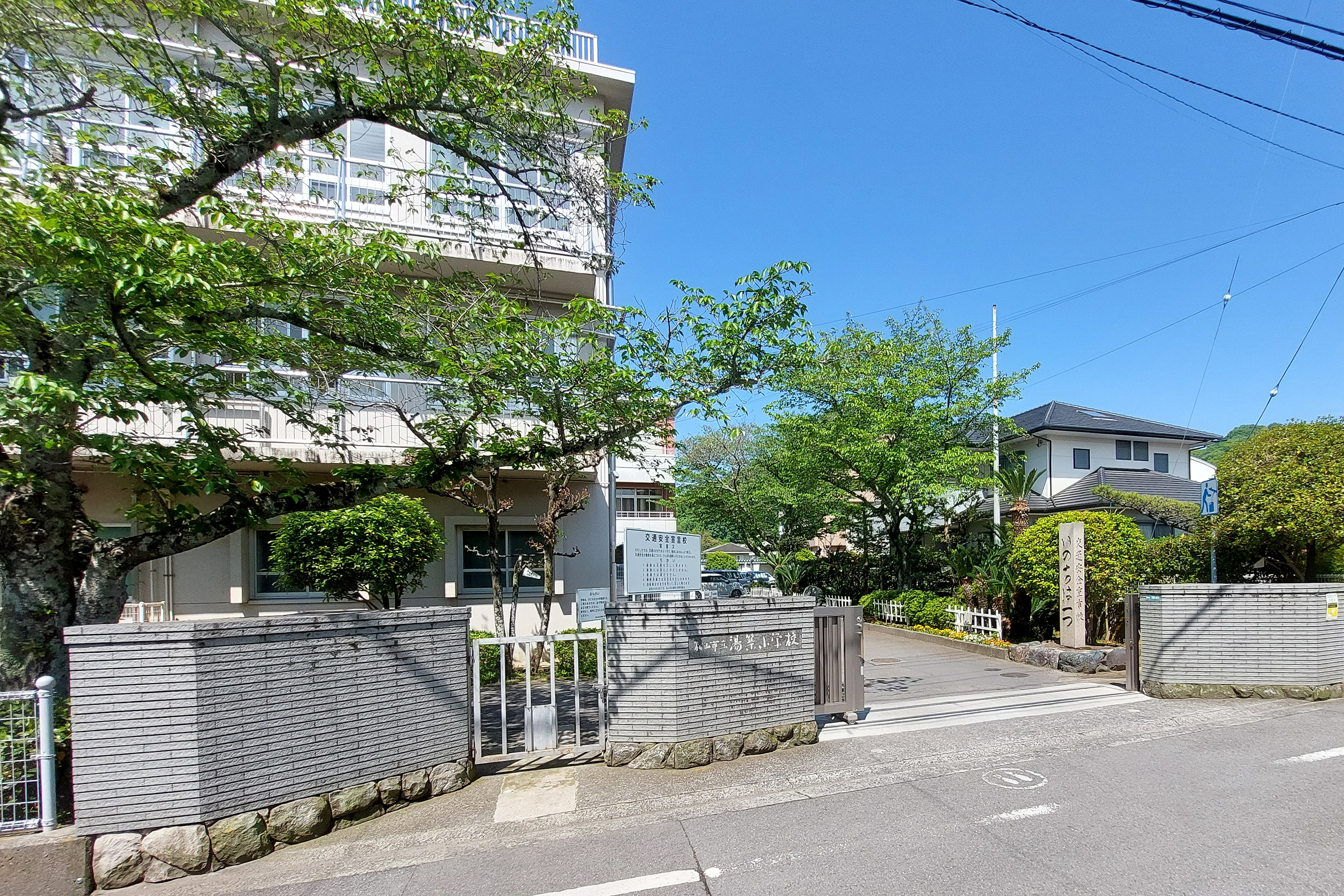
松山市立湯築小学校

松山市立湯築小学校（まつやましりつゆづきしょうがっこう）は、愛媛県松山市にある小学校。
主に道後町と祝谷町の子供が通っている。校訓は、「あたたかく、あざやかに、たくましく」。昭和61年から平成4年在校当時あった5つの校内目標は「明るい挨拶、気持ちのよい返事、姿勢正しく、静かに歩く、進んで作業」。

## 芸予地震による被害
- 2001年（平成13年）3月24日に起きた芸予地震により、校舎の柱などにひびが入るなどの被害を受けた。翌2002年には校舎で子供たちが学習することが困難となったため、近隣の小学校である松山市立東雲小学校に全校生徒が1年間通った(体育館使用時を除きプレハブの仮校舎で授業を行ったため、必ずしも東雲小学校児童と行動を共にしていた訳ではない)。2003年には校舎が建て直され、現在に至っている。

## 部活動
部活動は、バスケットボール部、サッカー部、ソフトボール部、新体操部など、公立学校にしては豊富であるが、全ての部活が学校体育ではなく社会体育である。

## 服装
標準服の着用が義務付けられている。なお、2002年度児童が通った東雲小学校は私服登校が可能(上記の通り、平常時は別の教室で授業を行ったため私服と標準服の児童が混在するという形にはならなかった)。